# دیوید بوکانان (بازیکن فوتبال، زاده ۱۹۶۲)
دیوید بوکانان (انگلیسی: David Buchanan؛ زادهٔ ۲۳ ژوئن ۱۹۶۲) بازیکن فوتبال اهل بریتانیا است.
از باشگاه‌هایی که در آن بازی کرده‌است می‌توان به باشگاه فوتبال پیتربورو یونایتد، باشگاه فوتبال بلیث اسپارتانس، باشگاه فوتبال یورک سیتی، باشگاه فوتبال نورث‌همپتون تاون، باشگاه فوتبال ساندرلند و باشگاه فوتبال لستر سیتی اشاره کرد.
وی همچنین در تیم‌ ملی فوتبال سی انگلیس بازی کرده‌است.